# Muriella
Genre
Muriella est un genre d’algues vertes d’eau douce de la famille des Chlorellaceae.

## Étymologie
Le genre Muriella a été nommé en l’honneur de la phycologue Muriel Bristol.[réf. souhaitée]

## Liste d'espèces
Selon AlgaeBase (13 février 2021) :
- Muriella aurantiaca Vischer ≡ Pseudomuriella aurantiaca (W.Vischer) N.Hanagata
- Muriella australis J.Phillipson
- Muriella decolor Vischer
- Muriella magna F.E.Fritsch & R.P.John
- Muriella terrestris J.B.Petersen (espèce type)
- Muriella zofingiensis (Dönz) Hindák ≡ Chromochloris zofingiensis (Dönz) Fucíková & L.A.Lewis

Selon World Register of Marine Species (13 février 2021) :
- Muriella australis J.Phillipson, 1935
- Muriella decolor Vischer, 1936
- Muriella magna F.E.Fritsch & R.P.John, 1942
- Muriella terrestris J.B.Petersen, 1932